# Gypona culta
Gypona culta är en insektsart som beskrevs av Delong och Freytag 1964. Gypona culta ingår i släktet Gypona och familjen dvärgstritar. Inga underarter finns listade i Catalogue of Life.